# Медіана (поезія)
Медіана (лат. medianus — середній) — велика цезура з постійним місцем у багатоскладових строфах (гекзаметр, олександрійський вірш, силабічний тринадцятискладник); медіана витворює варіативний ряд на два рівних піввірші в межах одного віршового рядка. Медіана відмінна від малої цезури чи словоподілу, тобто короткої паузи, що виникає під час читання після кожного слова.

## Приклади
Вірш «В степу» Миколи Зерова: кожен рядок містить 12 або 13 складів, посередині кожного рядка є доречна за змістом пауза тобто цезура. Схема поділу складів медіанами у рамках одного рядка: 6 // 6 або 6 // 7. Рима присутня тільки між останніми словами суміжних рядків (могил — крил, колоній — коней, орачі — ключі тощо), слова, що стоять безпосередньо перед медіанами, не римуються (степ — далечінь, зове — обрії, вози — летять тощо).
Високий, рівний степ. // Зелений ряд могил.

І мрійна далечінь, // що млою синіх крил

Чарує і зове // до еллінських колоній.

Ген-ген на обрії // сильвети темних коней,

Намети і вози, // і Скити орачі.

Із вирію летять, // курличучи, ключі;

А з моря вітер дме // гарячий, нетерпливий.

Але по що мені // ті вітрові пориви

І жайворонків спів, // і проростання трав?

З якою б радістю // я все те проміняв

На гомін пристані, // лиманів синє плесо,

На брук і вулиці // старого Херсонесу! 